# Pritzkerova cena
Pritzkerova cena, Pritzkerova cena za architekturu (Pritzker Architecture Prize), Hyattovy nadace (Hyatt Foundation) je ocenění v oblasti architektury, inspirované Nobelovou cenou.
Cenu založili v roce 1979 Jay Pritzker, podnikatel a filantrop, zakladatel hotelové skupiny Hyatt, a jeho žena Cindy. Od tohoto roku je udělována žijícím architektům. Mimo prestiže je reprezentována medailí a finanční odměnou ve výši 100 000 dolarů.
Nominace je otevřena komukoliv, a tak se ročně sejde přes pět set jmen architektů z celého světa. Mezinárodní porota složená z architektů, podnikatelů a kritiků a historiků architektury z nich pak určí vítěze v tajném hlasování.
Bronzová medaile Pritzkerovy ceny byla inspirována pracemi amerického architekta Louise Sullivana, považovaného za „otce mrakodrapů“.

## Laureáti ceny
- 1979 –  Philip Johnson (USA)
- 1980 –  Luis Barragán (Mexiko)

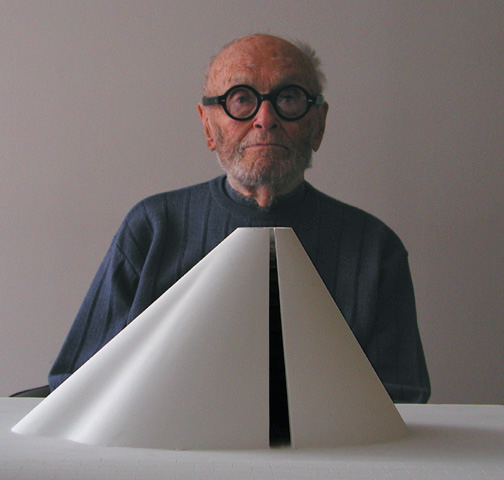
Philip Johnson, první laureát Pritzkerovy ceny

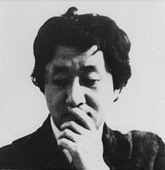
Arata Isozaki, laureát Pritzkerovy ceny z roku 2019

- 1981 –  James Stirling (Spojené království)
- 1982 –  Kevin Roche (USA)
- 1983 –  I. M. Pei (USA)
- 1984 –  Richard Meier (USA)
- 1985 –  Hans Hollein (Rakousko)
- 1986 –  Gottfried Böhm (Německo)
- 1987 –  Kenzó Tange (Japonsko)
- 1988 –  Gordon Bunshaft (USA) a  Oscar Niemeyer (Brazílie)
- 1989 –  Frank Gehry (USA)
- 1990 –  Aldo Rossi (Itálie)
- 1991 –  Robert Venturi (USA)
- 1992 –  Álvaro Siza Vieira (Portugalsko)
- 1993 –  Fumihiko Maki (Japonsko)
- 1994 –  Christian de Portzamparc (Francie)
- 1995 –  Tadao Andó (Japonsko)
- 1996 –  Rafael Moneo (Španělsko)
- 1997 –  Sverre Fehn (Norsko)
- 1998 –  Renzo Piano (Itálie)
- 1999 –  Norman Foster (Spojené království)
- 2000 –  Rem Koolhaas (Nizozemsko)
- 2001 –  Jacques Herzog a Pierre de Meuron (Švýcarsko) (Herzog & de Meuron)
- 2002 –  Glenn Murcutt (Austrálie)
- 2003 –  Jørn Utzon (Dánsko)
- 2004 –  Zaha Hadid (Irák)
- 2005 –  Thom Mayne (USA)
- 2006 –  Paulo Mendes da Rocha (Brazílie)
- 2007 –  Richard Rogers (Spojené království)
- 2008 –  Jean Nouvel (Francie)
- 2009 –  Peter Zumthor (Švýcarsko)
- 2010 –  Kazujo Sedžimaová a Rjúe Nišizawa (Japonsko), (SANAA)
- 2011 –  Eduardo Souto de Moura (Portugalsko)
- 2012 –  Wang Šu (Čínská lidová republika)
- 2013 –  Tojoo Itó (Japonsko)
- 2014 –  Šigeru Ban (Japonsko)
- 2015 –  Frei Paul Otto (Německo)
- 2016 –  Alejandro Aravena (Chile)
- 2017 –  Rafael Aranda, Carme Pigem, Ramón Vilalta (Španělsko), (RCR Arquitectes)
- 2018 –  Bálkršna Dóší (Indie)
- 2019 –  Arata Isozaki (Japonsko)
- 2020 –  Shelley McNamarová a Yvonne Farrellová (Irsko), (Grafton Architects)[1]
- 2021 –  Anne Lacatonová a Jean-Philippe Vassal (Francie), (Lacaton & Vassal)
- 2022 –  Diébédo Francis Kéré (Burkina Faso)
- 2023 –  David Chipperfield (Spojené království)
- 2024 –  Riken Jamamoto (Japonsko)
- 2025 –  Liou Ťia-kchun (Čínská lidová republika)[2]